# Stanisław Zajkowski
Stanisław Stanisławowicz Zajkowski (ros. Станислав Станиславович Зайковский; ur. 23 lipca?/4 sierpnia 1899, pow. Horoszczany, zm. w lipcu 1975 w Odessie) – generał major Armii Czerwonej i generał brygady LWP.

## Życiorys
Ukończył szkołę podstawową i został murarzem, od 1909 w Moskwie, od 1 lutego 1918 w 4 Moskiewskim Pułku Robotniczym Czerwonej Gwardii, następnie w Armii Czerwonej, 1919 ukończył kursy piechoty w Moskwie, po czym był zastępcą dowódcy, potem dowódcą kompanii strzeleckiej 2 Pułku Białostockiego. Walczył w wojnie domowej przeciw Białym i w wojnie z Polską w 1920. W latach 1921–1923 skończył szkołę wojskową w Kijowie, od 1926 zastępca dowódcy, a od 1929 dowódca batalionu. 1932–1936 w Akademii Wojskowej im. Frunze w Moskwie. W listopadzie 1937 został dowódcą pułku piechoty w 66 Dywizji Piechoty Armii Dalekiego Wschodu, a od 1940 wykładał taktykę na kursach w Sołniecznogorsku p. Moskwą. Od maja 1942 walczył na Froncie Woroneskim (w czerwcu 1942 mianowany pułkownikiem), od 1943 szef sztabu 82 Gwardyjskiej Dywizji Piechoty 3 Frontu Ukraińskiego. 
Od 1 marca 1944 w WP, szef sztabu 3 Dywizji Piechoty im. R. Traugutta, a od 26 września 1944 do końca wojny dowódca tej dywizji. 3 maja 1945 mianowany generałem brygady. Za nadużycia i zamieszanie w kradzieże i przemyt został ukarany dyscyplinarnie, a jesienią 1946 zakończył służbę w WP i wrócił do ZSRR.
Mieszkał w Moskwie. Był żonaty z Marią Pietrowną Łajkiną.

## Ordery i odznaczenia
- Krzyż Srebrny Orderu Virtuti Militari (1945)
- Order Krzyża Grunwaldu III klasy (1945)
- Krzyż Oficerski Orderu Odrodzenia Polski (1945)
- Krzyż Kawalerski Orderu Odrodzenia Polski (1945)
- Złoty Krzyż Zasługi (1946)
- Medal „Za udział w walkach o Berlin” (1966)
- Order Lenina (ZSRR)
- Order Czerwonego Sztandaru (ZSRR)
- Order Wojny Ojczyźnianej I stopnia (ZSRR)
- Order Wojny Ojczyźnianej II stopnia (ZSRR)
- Order Suworowa II stopnia (ZSRR, 29 maja 1945)
- Medal „Za zdobycie Berlina”[2]
- Medal „Za zwycięstwo nad Niemcami w Wielkiej Wojnie Ojczyźnianej 1941–1945”[2]
- Medal jubileuszowy „XX lat Robotniczo-Chłopskiej Armii Czerwonej” (ZSRR, 1938)[2]
- Medal jubileuszowy „30 lat Armii Radzieckiej i Floty” (ZSRR, 1938)[2]